# Carnikava
Carnikava (ryska: Царникава) är en kommunhuvudort i Lettland.   Den ligger i kommunen Carnikavas novads, i den centrala delen av landet, 23 km nordost om huvudstaden Riga. Carnikava ligger 8 meter över havet och antalet invånare är 3 721.
Terrängen runt Carnikava är mycket platt. Havet är nära Carnikava åt nordväst. Runt Carnikava är det ganska glesbefolkat, med 35 invånare per kvadratkilometer. Närmaste större samhälle är Bolderaja, 17,5 km sydväst om Carnikava. I omgivningarna runt Carnikava växer i huvudsak blandskog.